# أشعر بحالة جيدة (أغنية)
أشعر بحالة جيدة (بالإنجليزية: i feel good)‏ هي أغنية لجيمس براون المصدرة عام 1965 وهي واحد من ألبومات أغاني جيمس براون وهي عبارة ذائعة الصيت في العالم بسبب الاغنية.

## وصف الأغنية
يغني براون هذه الأغنية بكثير من النشاط ويتخللها بعض الصياح والنبرة العالية والنشاط المفعم بكلمات أنا أشعر بحالة جيدة

## الظهور في السينما والتلفزيون
أغنية أشعر بحالة جيدة ظهرة في كثير من الأفلام والمسلسلات الأمريكية مثل  غارفيلد ووحيد في المنزل 4 والمتحولون